# Wirkowice Pierwsze
Wirkowice Pierwsze (wcześniej Wirkowice) – wieś w Polsce położona w województwie lubelskim, w powiecie krasnostawskim, w gminie Izbica. 
Wieś stanowi sołectwo. Podział wsi Wirkowice na Wirkowice Pierwsze i Wirkowice Drugie nastąpił 3 listopada 1952 roku.
W latach 1954–1961 miejscowość należała do ówczesnej gromady Wirkowice – 1 stycznia 1962 gromadę zniesiono, następnie w latach 1962–1972 do gromady Tarzymiechy, która przetrwała do końca 1972 roku, czyli do kolejnej reformy gminnej.
W latach 1975–1998 miejscowość należała administracyjnie do ówczesnego województwa zamojskiego.
Przez wieś przebiega droga powiatowa prowadząca do drogi krajowej nr 17.
Według Narodowego Spisu Powszechnego Ludności i Mieszkań z 2011 roku we wsi mieszka 1029 osób, z czego 47,4% mieszkańców to kobiety, a 52,6% ludności to mężczyźni.
Wieś jest siedzibą rzymskokatolickiej parafii Przenajdroższej Krwi Pana Jezusa.

## Szlaki turystyczne
| oznakowanie | szlak                              |
| ----------- | ---------------------------------- |
|             | Wschodni Szlak Rowerowy Green Velo |

## Historia
- 1392 – pierwsza wzmianka o miejscowości.
- 1428 – notowano cerkiew, obecność której potwierdzają źródła z XVI i XVII wieku
- 1639 – wówczas we wsi stał młyn na rzece Wieprz.
- 1653 – we wsi znajdowały się dwór, browar i winnica.
- 1700–1706 – Szwedzi, Sasi i Rosjanie zniszczyli Wirkowice.
- 1937 – istniała we wsi drewniana kaplica przerobiona z dużej stodoły.
- 1937 – założono cmentarz grzebalny.
- 5 sierpnia 1943 – policjanci niemieccy zastrzelili 24 mieszkańców wsi – 17 Polaków i 7 Żydów. Między innymi Wojciecha Wołowskiego - właściciela majątku z parkiem w Wirkowicach[11][12], jego zwłoki zakopano na terenie parku dworskiego[13].
- 1944 – (maj) oddziały Armii Krajowej pod dowództwem "Podkowy" i Batalionów Chłopskich pod dowództwem „Głaza" urządziły zasadzkę na oddział żandarmerii niemieckiej.
- 1972 – w miejsce pierwotnego kościółka powstał w ciągu jednej nocy drewniany kościół. Kościół powstał dzięki współpracy mieszkańców i ks. Zdzisława Łukowca, bez projektu architektonicznego, jednoprzestrzenny, bez wydzielonego prezbiterium, z niewysoką wieżyczką – istnieje do dziś.